# Yorgos Oikonomou

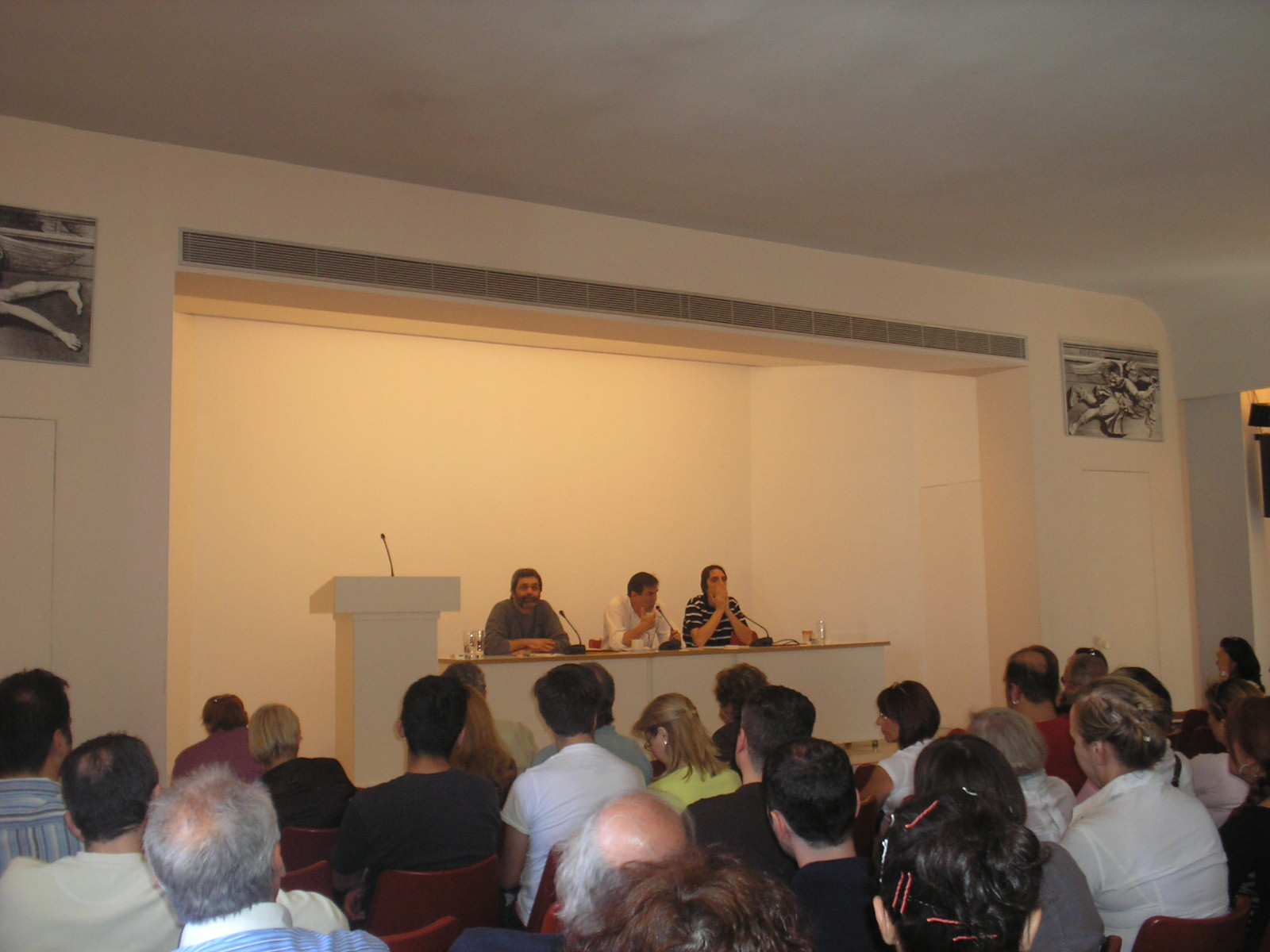
Yorgos Oikonomou (au milieu)

Yorgos Oikonomou (en grec : Γιώργος Ν. Οικονόμου) est un philosophe grec contemporain, originaire de la région de Missolonghi, résidant à Athènes.

## Biographie
Yorgos Oikonomou a étudié les mathématiques, la musique et la philosophie. Il a suivi à Paris les séminaires d'études doctorales de Cornelius Castoriadis, de Jacques Derrida, de Pierre Bourdieu, d'Alain Touraine, de Jacques Bouveresse. Il a obtenu une maîtrise en philosophie à la Sorbonne, est Docteur en philosophie de l'Université de Crète. Il a pris une part très active dans le mouvement d'opposition pendant toute la Dictature des colonels. Il est publié, référencé, cité dans de nombreux magazines, quotidiens grecs et étrangers, congrès et meetings,. Fortement influencé par les idées d'autonomie politique de son compatriote Cornelius Castoriadis, il lui consacre des articles dans des journaux grecs et étrangers, des symposions etc., il en est également bibliographe pour Agora International. Les 8 et 9 mai 2010, il organisait un symposium au Centre ionique (voir photo) à la mémoire de Castoriadis.

### Publications
- (el) La démocratie directe et la critique d'Aristote, éditions Papazisi (2007)  (ISBN 978-960-02-2075-9)
- (el) La Politeia aristotélicienne, éditions Papazisi (2008)  (ISBN 978-960-02-2257-9)
- (el) De la crise du parlementarisme à la démocratie, éditions Papazisi (2009)  (ISBN 978-960-02-2346-0)
- (el) Psyché, Logos, Polis (ouvrage collectif dédié à Cornelius Castoriadis), éditions Ypsilon (2007)  (ISBN 978-960-17-0219-3)
- (fr + en + el) « Plato and Castoriadis : "The Concealment and the Unveiling of Democracy" », in Democracy and Nature, Vol. 9, n°2, juillet 2003 lire, Lire en grec [PDF], Lire en anglais
- (el) La démocratie directe et la priorité aux citoyens. (05/2009)
- (el) La désagrégation du système politique. (03/2010)
- (el) « Une société sans classes et une démocratie directe », article Eleftherotypia, (2009)
- (el) « Grèce, Mesure, Harmonie (cf Cornelius Castoriadis (24/11/2007) »
- (el) « Cornelius Castoriadis pour la démocratie » e-Kathimerini, (03/02/2009)
- (el) « Une gauche sans démocratie » (03/08/2009)
- (el) « La désagrégation du système politique » article Eleftherotypia (03/2010)